# Ред Баттонс
Рэд Баттонс (англ. Red Buttons, при рождении Аарон Хват (англ. Aaron Chwatt); 5 февраля 1919 — 13 июля 2006) — американский актёр и комик, лауреат премии «Оскар» в 1958 году.

## Биография
Рэд Баттонс родился в Нью-Йорке в семье еврейских иммигрантов. С 16 лет работал портье в одной из таверн Бронкса, где из-за своего образа рыжеволосого юнца в строгом костюме получил прозвище «рыжие пуговицы» (англ. «red buttons»), которое он впоследствии использовал в качестве своего псевдонима.
С 1939 года Баттонс выступал в водевилях, а на 1941 год был намечен его дебют на Бродвее в комедийной постановке о Перл-Харборе, но после атаки японцев на эту базу, шоу на Бродвее так и не было поставлено. Спустя год всё же появился на бродвейской сцене в постановке «Вики» с Утой Хаген в главной роли. В 1943 году Рэд Баттонс появился в успешном бродвейском шоу «Крылья победы», наряду с такими начинающими звёздами как Марио Ланца, Карл Молден и Джон Форсайт. Годом позже он так же исполнил свою роль в экранизации этого шоу, режиссёром которой выступил Джордж Кьюкор.
В годы Второй мировой войны актёр принимал участие в различных развлекательных программах для американских войск в Европе.
В начале 1950-х он был ведущем собственного телевизионного шоу, которое с успехом транслировалось в течение трёх лет. Его коронная фраза из шоу «странные вещи происходят», была очень популярна в общественном лексиконе в середине 1950-х.
Крупным контрастом на фоне его предыдущих работ стала роль в военной драме «Сайонара» (1957). Баттонс сыграл там американского лётчика, дислоцирующегося в японском городе Кобе в годы корейской войны, который влюбляется в местную жительницу (в исполнении Миёси Умэки), но из-за правил военного времени они не могут быть вместе. Оба актёра получили за свои роли премии «Оскар» в актёрских номинациях второго плана. После этого успеха последовали новые роли в таких фильмах как «Имитация генерала» (1958), «Самый длинный день» (1962), Загнанных лошадей пристреливают, не правда ли? (1969), «Приключение «Посейдона»» (1972) и «Дракон Пита» (1977). Рэд Баттон так же продолжал успешные выступления на телевидении, где его активная работа в итоге была отмечена звездой на Голливудской аллее славы.
Рэд Баттонс трижды был женат и стал отцом двоих детей от третьего брака. Актёр скончался в июле 2006 года от сердечно-сосудистой болезни в своём доме в пригороде Лос-Анджелеса в возрасте 87 лет. Кремирован.

## Награды
- «Золотой глобус» 1958 — «Лучший актёр второго плана» («Сайонара»)
- «Оскар» 1958 — «Лучший актёр второго плана» («Сайонара»)